# Andruha, Kremeneț
Andruha (în ucraineană Андруга) este un sat în comuna Bilokrînîțea din raionul Kremeneț, regiunea Ternopil, Ucraina.

## Demografie
Componența lingvistică a localității Andruha
     Ucraineană (99,64%)
     Alte limbi (0,36%)
Conform recensământului din 2001, majoritatea populației localității Andruha era vorbitoare de ucraineană (99,64%), existând în minoritate și vorbitori de alte limbi.